# 1762

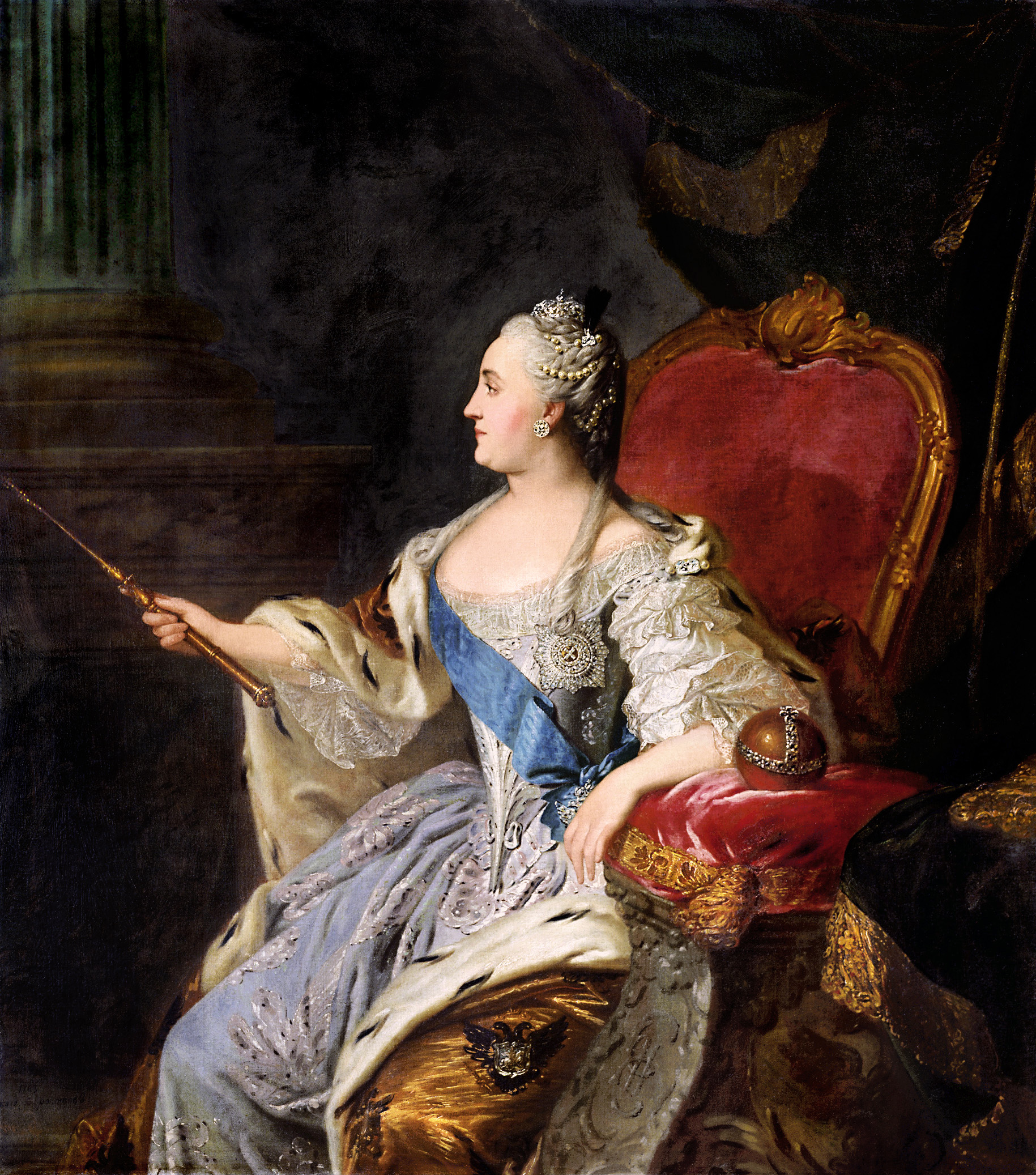
Catarina II, a Grande, imperatriz da Rússia. Retrato pintado por Fyodor Rokotov, 1763. Moscovo, Galeria Tretyakov.

- Wikisource

| Calendário gregoriano                                                        | 1762 MDCCLXII                       |
| Ab urbe condita                                                              | 2515                                |
| Calendário arménio                                                           | 1211 – 1212                         |
| Calendário bahá'í                                                            | -82 – -81                           |
| Calendário budista                                                           | 2306                                |
| Calendário chinês                                                            | 4458 – 4459 Início a 25 de janeiro  |
| Calendário copta                                                             | 1478 – 1479                         |
| Calendário etíope                                                            | 1754 – 1755                         |
| Calendários hindus - Vikram Samvat - Calendário nacional indiano - Cáli Iuga | 1817 – 1818 1683 – 1684 4862 – 4863 |
| Calendário Holoceno                                                          | 11762                               |
| Calendário islâmico                                                          | 1176 – 1177                         |
| Calendário judaico                                                           | 5522 – 5523                         |
| Calendário persa                                                             | 1140 – 1141                         |
| Calendário rúnico                                                            | 2012                                |
| Calendário solar tailandês                                                   | 2305                                |

1762 (MDCCLXII, na numeração romana) foi um ano comum do século XVIII do actual Calendário Gregoriano, da Era de Cristo,  e a sua letra dominical foi C, teve 52 semanas,  início a uma sexta-feira e terminou também a uma sexta-feira.
| Ano completo                       |
| ---------------------------------- |
| Ano comum com início à sexta-feira |

## Eventos
- 12 de setembro - Catarina, a Grande sobe ao poder na Rússia.
- Ano de criação do Barbeador.
- Edificação da Igreja de Nossa Senhora da Mãe de Deus em Vila Franca do Campo, ilha de São Miguel, Açores.
- Construção da Igreja de Nossa Senhora das Neves do Norte Grande, ilha de São Jorge, sobre outro templo que datava do Século XVI[1][2].

## Nascimentos
- 7 de Fevereiro - Romualdo de Sousa Coelho, bispo de Belém do Pará.
- 19 de Maio - Johann G. Fichte, filósofo alemão.
- 1 de Novembro - Antônio de Santa Úrsula Rodovalho, franciscano
- ? - Manuel da Costa Athaide, pintor brasileiro (m. 1830)

## Mortes
- 5 de janeiro - Isabel Petrovna, Imperatriz da Rússia (n. 23 de Dezembro de 1709)
- 13 de julho - James Bradley, astrônomo inglês (n. 1693)

## Por tema
- 1762 na ciência
- 1762 na literatura